# Joan Van Ark
Joan Van Ark (Nueva York, Estados Unidos, 16 de junio de 1943) es una actriz de cine, teatro, televisión, y doblaje estadounidense. Es conocida por su papel de Valene Ewing en la telenovelas Dallas y Knots Landing.

## Temprana edad y educación
Van Ark nació en la ciudad de Nueva York. Fue hija de Dorothy Jean Van Ark (de soltera Hemenway) y Carroll Van Ark, un publicista y consultor de relaciones públicas de Holland, Míchigan, de ascendencia holandesa. El abuelo paterno de Carroll Van Ark era un inmigrante de Holanda. Ambos padres también eran escritores. Creció en Boulder, Colorado, con tres hermanos.
A los 15 años, y como estudiante de periodismo, conoció y entrevistó a la actriz Julie Harris, quien recomendó que Van Ark se postulara a la Escuela de Drama de Yale, a la que Harris había asistido cuando tenía veintitantos años. Van Ark siguió los pasos de Harris y fue a esa escuela con una beca. Van Ark fue una de las pocas personas aceptadas en asistir al programa de posgrado de Yale sin haber obtenido antes una licenciatura. Según los informes, también fue la única estudiante femenina en el campus en ese momento. Asistió solo por un año. Años más tarde, Harris apareció en Knots Landing como Lilimae Clements, la madre de Valene Ewing, el personaje de Joan. 
Después de la muerte de Harris en 2013, Van Ark anunció en un servicio conmemorativo de Broadway la creación de la Beca Julie Harris, que brinda apoyo anual a un actor que estudia en la Escuela de Arte Dramático de Yale. Alec Baldwin, quien interpretó al hijo de Harris y al hermano de Van Ark en Knots Landing, hizo la primera contribución. En 2021, Yale dejó de pagar matrícula y fue rebautizada como Escuela de Drama David Geffen en la Universidad de Yale.

## Carrera
Miembro vitalicio de The Actors Studio, hizo su debut en Broadway en 1966 en Barefoot in the Park. Comenzó su carrera profesional en el Teatro Guthrie en The Miser de Molière, junto a Hume Cronyn y Zoe Caldwell. Eso fue seguido por Death of a Salesman en el Guthrie con Hume Cronyn y Jessica Tandy. Después de una temporada en el Arena Stage en Washington D. C., originó el papel de Corie en la compañía de gira nacional de Barefoot in the Park, dirigida por Mike Nichols. Recreó el papel en Piccadilly Circus en la aclamada London Company cuando reemplazó a Marlo Thomas, que se había roto un ligamento, y finalmente volvió a interpretar el papel en Broadway en 1966.
Se mudó junto a su esposo a Los Ángeles, donde comenzó a obtener créditos televisivos; sin embargo, en 1971, volvió a visitar Broadway, donde ganó un Theatre World Award y recibió una nominación al Tony  por su interpretación de Agnès en The School for Wives de Molière, dirigida por Stephen Porter. 
Actuó junto a Ray Milland y Sam Elliott en la película de terror Frogs, que se estrenó en cines el 10 de marzo de 1972.
Después de recibir un contrato con Universal Studios, coprotagonizó con Bette Davis el filme  The Judge and Jake Wyler, una película para televisión y un piloto de la serie de 1972 que no pudo ser recogido por la NBC. Luego interpretó el papel de Erika en M * A * S * H en 1973 en el episodio titulado Radar's Report. También fue miembro habitual del elenco de las comedias de televisión de corta duración Temperatures Rising (1972-1973) y We Got Each Other (1977-1978).
Coprotagonizó junto a Richard Boone la película de ciencia ficción The Last Dinosaur, que fue filmada en los Tsuburaya Studios en Tokio y en locaciones en los Alpes japoneses. La imagen estaba destinada a ser estrenada en cines, pero no logró encontrar un distribuidor y, en cambio, se emitió como una película para televisión en febrero de 1977.
Además, interpretó la voz de Spider-Woman en la breve serie animada de 1979 del mismo nombre.
Después de trabajar durante varios años en una variedad de papeles como invitada en televisión, en 1978, obtuvo su papel más conocido como Valene Ewing (originalmente como una única aparición) en la exitosa serie Dallas. Mantuvo una agenda apretada ya que Dallas estaba siendo filmada en Texas y simultáneamente estaba filmando un episodio de The Love Boat en Los Ángeles y también haciendo el trabajo de voz en off para The Estée Lauder Companies en Nueva York.

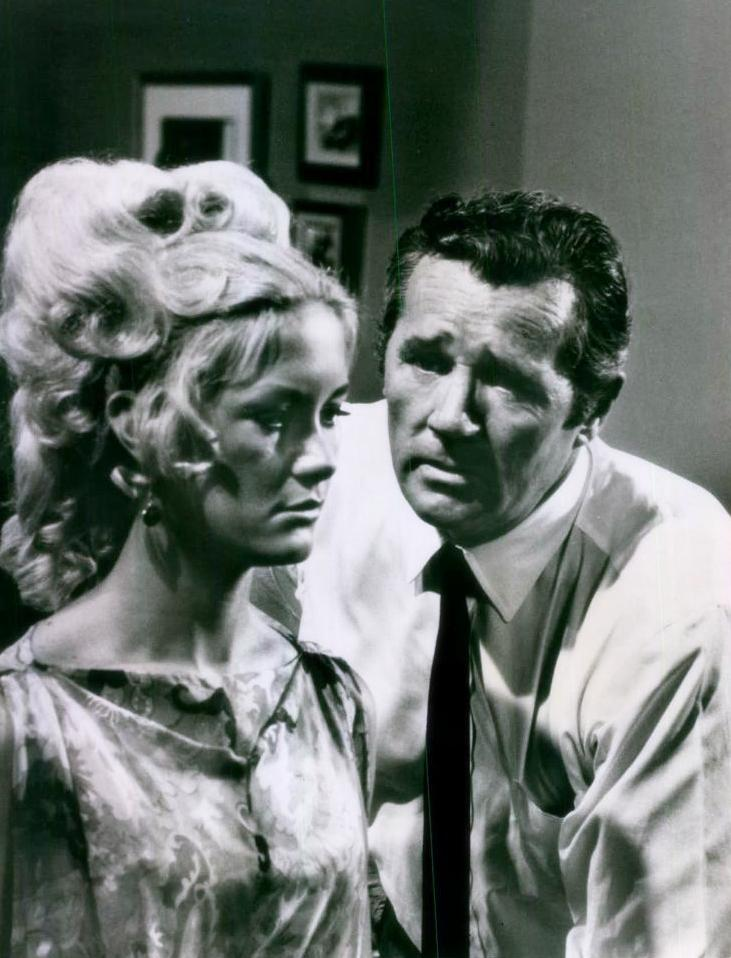
Joan Van Ark y Howard Duff en Felony Squad (1968)

Sin embargo, los escritores trabajaron luego con ese mismo personaje en un par de episodios adicionales; y en 1979, la actriz llevó al personaje de Valene al spin-off de larga duración, Knots Landing, en el que coprotagonizó trece de las catorce temporadas del programa. Se fue en 1992, aunque regresó para sus dos últimos episodios en mayo de 1993. Su personaje estuvo casado tres veces con Gary Ewing, interpretado en la serie por Ted Shackelford, y también tuvo otros dos matrimonios durante la ejecución del programa.
Durante sus trece años en Knots Landing, ganó dos Premios Soap Opera Digest a la mejor actriz (1986, 1989) y fue nominada seis veces más.
Desde 1982 a 1985, fue coanimadora de los concursos Miss Estados Unidos y Miss Universo de la CBS
En 1985, también fue anfitriona del Tournament of Roses Parade de la CBS, que recibió una nominación al Emmy diurna como Programa de Clase Especial Sobresaliente.
Reflejando la amistad de sus personajes en pantalla, Van Ark y la coprotagonista de KL, Michele Lee, se hicieron buenos amigos mientras trabajaban juntos en la serie. En mayo de 1997, Van Ark repitió su papel de Valene Ewing en la miniserie de CBS Knots Landing: Back to the Cul-de-Sac; mientras que en diciembre de 2005, apareció en la reunión no ficticia  Knots Landing Reunion: Together Again, en la que recordó con los otros miembros del elenco sobre el programa de televisión CBS de larga duración.
Poco antes de dejar Knots Landing, protagonizó junto a Christopher Meloni un piloto desafortunado llamado Spin Doctors, una comedia de situación para la NBC que no fue aceptada.
Un especial para la ABC llamado Boys Will Be Boys: The Ali Cooper Story (1994), en el que apareció y dirigió, fue nominado a Humanitas. En 1997, Van Ark también dirigió un cortometraje documental sobre personas sin hogar y sometidas a violencia doméstica para el Directors Guild of America, siendo nominada a un premio Emmy.
Interpretó el papel de Gloria Fisher Abbott en The Young and the Restless de la CBS en los años 2004 y 2005, aunque luego decidió dejar el papel y fue reemplazada por Judith Chapman.
También apareció en el Off-Broadway junto a John Rubinstein en Love Letters, así como en la obra Three Tall Women, ganadora del premio Pulitzer de Edward Albee, en el Promenade Theatre; y The Exonerated en el Bleecker Street Theatre. En 2000, actuó en Camino Real en Washington D. C.. Sus créditos teatrales de Los Ángeles incluyen: Cyrano de Bergerac como Roxanne, así como Ring Around the Moon, Chemin de Fer, Heartbreak House y As You Like It, por la que ganó un Los Ángeles Drama Critics Award. Junto a David Birney, actuó en el papel de Lady Macbeth en la producción de Macbeth del Grove Shakespeare Festival, producida por Charles Johanson. También ha protagonizado tres producciones del Festival de Teatro de Williamstown: The Night of the Iguana, la presentación del 40 aniversario de A Little Night Music de Stephen Sondheim y The Legend of Oedipus, que duró cinco horas, dos adaptaciones de Kenneth Cavander de las tragedias griegas clásicas y fue dirigida por el cofundador de WTF Nikos Psacharopoulos, quien también fue profesor de actuación de la actriz cuando asistía a la Escuela de Drama de Yale.
El trabajo teatral más reciente incluyó: Escape, una de las obras cortas del recién descubierto Tennessee Williams que se presenta como parte de la colección Five by Tenn en el Kennedy Center en 2004; en el 2005, la producción de Jolla Playhouse de Private Fittings, dirigida por Des McAnuff, y una presentación de A Lovely Sunday para Creve Coeur en 2006 en el Hartford Stage.
Entre sus películas para la televisión se encuentran: My First Love, en la que interpreta a una mujer más joven en un triángulo romántico con Bea Arthur y Richard Kiley; Always Remember I Love You  junto a Patty Duke; Moment of Truth: A Mother's Deception; In the Shadows, Someone's Watching  con Daniel J. Travanti, un excompañero de clase de Yale, y Rick Springfield; y basada en la novela de Stuart M. Kaminsky, When the Dark Man Calls, en la que interpreta a una psicóloga radiofónica junto a Chris Sarandon como su hermano Lloyd y James Read como el detective Lieberman.
Van Ark también ha actuado en una variedad de papeles como invitada, incluso en episodios de Bonanza, Night Gallery, M * A * S * H, The Six Million Dollar Man, Petrocelli, Quincy, Kojak, Barnaby Jones y Rhoda (en la que ella interpretó a la exesposa del marido de Rhoda). Apareció en tres episodios separados de Medical Center, Cannon y The Rockford Files; y en cuatro episodios de The Love Boat. En 1978, también apareció en un episodio de Wonder Woman con Ted Shackelford. También fue invitada a sitcoms como The Nanny  con Fran Drescher, y  The Fresh Prince of Bel-Air.
En abril de 2001, apareció en un episodio del programa Son of the Beach producido por Howard Stern. En 2008, se reunió con su coprotagonista de Knots Landing, Donna Mills, en un episodio de la serie dramática de FX Nip/Tuck. Ese mismo año, también interpretó a una ejecutiva de cadena en la película Channels.
En 2011, prestó su voz en un episodio de la serie de comedia animada Archer. En 2013, repitió su papel de Valene Ewing, como protagonista invitada en un episodio de la nueva serie de Dallas. En ese año, también apareció como jueza invitada en la serie del canal Logo, RuPaul's Drag Race.

## Vida privada
El 1 de febrero de 1966, se casó con el reportero de noticias John Marshall, quien más tarde se convirtió en corresponsal durante dos décadas en KNBC-TV y ganó un Emmy y un premio Golden Mike. Van Ark y Marshall eran novios en la escuela secundaria en Boulder, Colorado, y se casaron en Trier, Alemania], donde Marshall estaba destinado en ese momento al Servicio de Televisión de las Fuerzas Armadas. Juntos tuvieron una hija, Vanessa Marshall, una actriz de doblaje, modelo y cantante. En 1997, madre e hija aparecieron juntas en la obra Star Dust en el Tiffany Theatre. Van Ark fue portada también de Runner's World. 

## Filmografía
| Año             | Título                                      | Personaje                                          | Notas                                                                          |
| --------------- | ------------------------------------------- | -------------------------------------------------- | ------------------------------------------------------------------------------ |
| 1967            | Run for Your Life                           | Donna Hayward                                      | 2 episodios                                                                    |
| 1968            | The Felony Squad                            | Lynne Thackeray                                    | 1 episodio                                                                     |
| 1968            | Peyton Place                                | Paula                                              | 2 episodios                                                                    |
| 1968            | The Mod Squad                               | April Showers                                      | 1 episodio                                                                     |
| 1969            | The Guns of Will Sonnett                    | Laurie                                             | 1 episodio                                                                     |
| 1969            | Bonanza                                     | Annie Laurie Adams                                 | 1 episodio                                                                     |
| 1969            | Gunsmoke                                    | Sarah Jean Stryker                                 | 1 episodio                                                                     |
| 1970            | Hawaii Five-O                               | Freda Cowan                                        | 1 episodio                                                                     |
| 1970            | Days of Our Lives                           | Janie Whitney #3                                   | 17 episodios                                                                   |
| 1970            | The F.B.I.                                  | Hanson                                             | Episodio: The Condemned                                                        |
| 1970            | The Silent Force                            | Louise Hanson                                      | Episodio: A Deadly Game of Love                                                |
| 1970            | Dan August                                  | Secretaria de Harrison                             | Episodio: The Union Forever                                                    |
| 1971            | The Bold Ones: The New Doctors              | Evelyn Baker                                       | 1 episodio                                                                     |
| 1971            | The F.B.I.                                  | Carla                                              | Episodio: The Deadly Gift                                                      |
| 1970–1972       | Love, American Style                        | Alice                                              | 2 episodios                                                                    |
| 1972            | Frogs                                       | Karen Crockett                                     | Teatral                                                                        |
| 1972            | The Judge and Jake Wyler                    | Alicia Dodd                                        | Piloto para película televisada                                                |
| 1972            | Night Gallery                               | Sondra Blanco                                      | Episodio: The Ring with the Red Velvet Ropes                                   |
| 1973            | Mannix                                      | Jennifer Crane                                     | Episodio: The Girl in the Polka Dot Dress                                      |
| 1972–1973       | Temperatures Rising                         | Annie Carlisle                                     | 26 episodios                                                                   |
| 1974            | Big Rose: Double Trouble                    | Nina                                               | Película para televisión                                                       |
| 1974            | Barnaby Jones                               | Sheila Barner                                      | 1 episodio                                                                     |
| 1974            | The Rockford Files                          | Barbara Kelbaker Susan Alexander                   | Episodio: Find Me If You Can. Episodio: s2:e4 Resurrection in Black and White. |
| 1974            | Cannon                                      | Anna Meister                                       | 1 episodio                                                                     |
| 1975            | Great Performances                          | Silia Gala                                         | The play (The Rules of the Game) se mostró en la serie Theatre in America      |
| 1975            | Rhoda                                       | Marian Gerard                                      | 1 episodio                                                                     |
| 1975            | The Last of the Mohicans                    | Cora Munro                                         | Como actriz de doblaje                                                         |
| 1977            | The Last Dinosaur                           | Francesca 'Frankie' Banks                          | Película para televisión                                                       |
| 1977            | Kojak                                       | La detective Jo Lang                               | con Kevin Dobson                                                               |
| 1977            | McMillan (anteriormente McMillan and Wife)  | Georgie                                            | 1 episodio                                                                     |
| 1977–1978       | We've Got Each Other                        | Dee Dee Baldwin                                    | 13 episodios                                                                   |
| 1978            | Quincy M.E.                                 | Bert Phillips                                      | 1 episodio                                                                     |
| 1978            | Quark                                       | Princess Libido                                    | 2 episodios                                                                    |
| 1978            | Wonder Woman                                | Cassandra                                          | Episodio: Time Bomb con Ted Shackelford                                        |
| 1973–1978       | M * A * S * H                               | Teniente Erika Johnson                             | 2 episodios: Radar's Report y Our Finest Hour                                  |
| 1978-1980       | Manta and Moray                             | Moray                                              | Actriz de doblaje en 8 episodios                                               |
| 1979            | Spider-Woman                                | Spider-Woman (Jessica Drew)                        | Actriz de doblaje en 12 episodios                                              |
| 1979–1984       | The Love Boat                               | Deborah Marshall/Kris Hayley/Mary Sue Huggins      | 4 episodios                                                                    |
| 1981            | Red Flag: The Ultimate Game                 | Marie                                              | Película para televisión                                                       |
| 1988            | Shakedown on the Sunset Strip               | Brenda Allen                                       | Película para televisión                                                       |
| 1988            | My First Love                               | Claire Thomas                                      | Película para televisión                                                       |
| 1990            | Always Remember I Love You                  | Martha "Marty" Mendham                             | Película para televisión                                                       |
| 1990            | Menu for Murder                             | Julia Alberts                                      | Película para televisión                                                       |
| 1978–1981, 1991 | Dallas                                      | Valene Ewing                                       | 8 episodios                                                                    |
| 1979–1993       | Knots Landing                               | Valene Ewing                                       | 327 episodios                                                                  |
| 1993            | In the Shadows, Someone's Watching          | Cinnie Merritt                                     | Película para televisión                                                       |
| 1994            | Moment of Truth: A Mother's Deception       | Nora McGill                                        | Película para televisión                                                       |
| 1995            | When the Dark Man Calls                     | Julianne Kaiser                                    | Película para televisión                                                       |
| 1996            | Touched by an Angel                         | Kim Carpenter                                      | 1 episodio                                                                     |
| 1996            | The Fresh Prince of Bel-Air                 | Jewel Pemberton                                    | 1 episodio                                                                     |
| 1996            | Santo Bugito                                | Amelia                                             | Actriz de doblaje (1 episodio)                                                 |
| 1997            | Knots Landing: Back to the Cul-de-Sac       | Valene Ewing                                       |                                                                                |
| 1998            | The Nanny                                   | Margo Lange                                        | 1 episodio                                                                     |
| 1998            | Loyal Opposition: Terror in the White House | Vice Presidents Elizabeth Lane                     | Película para televisión                                                       |
| 2000            | Held for Ransom                             | Nancy Donavan                                      | Película directo a video                                                       |
| 2000            | It's the Pied Piper, Charlie Brown          | Secretaria                                         | Actriz de doblaje                                                              |
| 2001            | Twice in a Lifetime                         | Camilla Bianco / Anna                              | Episodio: Mama Mia                                                             |
| 2001            | Son of the Beach                            | Ima Cummings                                       | Episodio: Light My Firebush                                                    |
| 2001            | Heavy Gear: The Animated Series             | Commander Crusher Von Krieg                        | Actriz de doblaje (1 episodio)                                                 |
| 2001            | UP, Michigan!                               | Deborah Michaels                                   | Teatral                                                                        |
| 2002            | Tornado Warning                             | Mayor McAnders                                     | Película para televisión                                                       |
| 2003            | Net Games                                   | Dr. Klein                                          | Teatral                                                                        |
| 2004            | The Grim Adventures of Billy & Mandy        | Wanda/Woman/Mandy #3                               | Actriz de doblaje (1 episodio)                                                 |
| 2004–2005       | The Young and the Restless                  | Gloria Abbott Bardwell                             | 54 episodios                                                                   |
| 2005            | Diamond Zero                                | The Hemingway Diamond                              | Teatral                                                                        |
| 2008            | Channels                                    | Megan Phillips                                     | Teatral                                                                        |
| 2009            | My Name Is Earl                             | Janine                                             | 1 episod io                                                                    |
| 2008–2010       | Nip/Tuck                                    | Annette Wainwright                                 | 2 episodios                                                                    |
| 2011            | Archer                                      | Ruth                                               | Actriz de doblaje (1 episodio)                                                 |
| 2011-2012       | Pretty the Series                           | Miss Senior Someone                                | Episodio: A Pretty Finale (2011) Episodio: The Prettiest Finale Yet (2012)     |
| 2012            | Watercolor Postcards                        | Mamá                                               | Teatral                                                                        |
| 2013            | Dallas                                      | Valene Ewing                                       | 1 episodio                                                                     |
| 2014            | The 636                                     | Rose                                               | Cortometraje                                                                   |
| 2015            | Fallout 4                                   | Bonnie Tournquist, Phyllis Daily & Roslyn Chambers | Actriz de doblaje- videojuego                                                  |
| 2017            | Psycho Wedding Crasher                      | Aunt Daisy                                         | Película para televisión                                                       |
| 2019            | Doom Patrol                                 | Mrs. Franklin                                      | Actriz de doblaje - Episodio: Hair Patrol                                      |